# 화웨이 어센드 910C
화웨이 어센드 910C는 중국 화웨이가 개발한 인공지능 반도체이다.

## 설명
미국 상무부는 2024년 TSMC가 중국 반도체 설계회사인 소프고에 판매한 칩이 중국 화웨이의 인공지능(AI) 반도체 '어센드 910B'에 들어간 것으로 파악했다. TSMC는 최근 수년간 소프고가 주문한 칩을 300만개 가까이 제조해 판매했는데, 이 칩들이 결과적으로 화웨이에 제공됐을 가능성이 높다는 것이다.
어센드 910C는 추론에 특화된 AI 가속기로 추론 성능에서 엔비디아의 첨단 AI 가속기 H100을 뛰어넘었다는 평가를 받았다.
SMIC는 화웨이와 마찬가지로 미국의 규제를 받고 있어 7㎚ 이하 공정의 핵심 설비인 ASML의 극자외선(EUV) 노광 장비 수입이 제한된다.
어센드 910C는 SMIC의 7㎚ 공정을 통해 양산된 것으로 알려졌다.
어센드910C는 CXMT의 3세대 HBM2E를 탑재했다.
어센드910C의 패키징 수율(완성품 비율)은 75% 수준이다.

## 딥시크
딥시크는 훈련단계에선 엔비디아의 AI 가속기 H100 보다 성능이 낮은 H800을 사용했지만 추론단계에선 하이실리콘의 '어센드 910C' 2000개로 성능을 구현한 것으로 알려졌다. 어센드 910C는 두 개의 어센드 910B 다이와 고대역폭메모리(HBM)를 결합한 제품이다. 엔비디아 H100의 60% 수준까지 성능을 끌어올렸다는 평가를 받는다.
딥시크는 하드웨어의 불리함을 소프트웨어 실력으로 극복하기 위해 ‘연산능력-알고리즘 협업 최적화 솔루션’을 통해 화웨이 어센드 910B의 칩 효율을 3배가량 향상시킨 것으로 파악된다.
딥시크는 이미 화웨이 ‘어센드 910B’를 대거 사용했다고 밝힌 바 있다. 딥시크에 영어로 “개발비를 어떻게 낮췄나”라고 질문하자 이같이 털어놓은 것이다. 딥시크는 “어센드 910B는 엔비디아 첨단 칩 A100의 80% 수준인데도 가격은 30% 정도다”고 답했다.

## 기술수출
워싱턴 싱크탱크인 국제전략연구소(CSIS)의 보고서에 따르면 대만 TSMC는 유령회사(Shell Company)를 통해 화웨이에 최소 200만 개의 AI 반도체 '어센드910B' 칩을 제작해 공급했다.
2023년 출시한 하이실리콘의 AI 프로세서 ‘어센드 910B’의 경우 엔비디아의 첨단 AI 칩 ‘A100’과 유사한 스펙을 보여주자 중국 IT기업들은 수입이 막힌 A100 대신 하이실리콘의 대체품에 몰리기 시작했다.

## 비교
- 엔비디아 볼타 V100, 2017년, 훈련성능 1.0배, 추론능력 1.0배
- 엔비디아 암페어 A100, 2020년, 훈련성능 1.8배, 추론능력 1.8배
- 엔비디아 호퍼 H100, 2022년, 훈련성능 4.2배, 추론능력 6.3배
- 엔비디아 호퍼 H800, 훈련성능 2.1배
- 엔비디아 호퍼 H20, 훈련성능 0.84배
- 엔비디아 블랙웰 B100, 2025년, 훈련성능 8.4배, 추론능력 25.2배
- 엔비디아 루빈 R100, 2026년
- 엔비디아 파인만 F100, 2028년
- 화웨이 어센드 910B, 2023년
- 화웨이 어센드 910C, 2025년, 훈련성능 미확인, 추론능력 3.78배